# Undibacterium amnicola
Undibacterium amnicola es una bacteria gramnegativa del género Undibacterium. Fue descrita en el año 2017. Su etimología hace referencia a habitante del río. Es aerobia y móvil por flagelo polar. Tiene un tamaño de 0,6-0,8 μm de ancho por 1,6-2 μm de largo. Forma colonias circulares, lisas, convexas, de color amarillo claro y con bordes enteros en agar R2A tras 48 horas de incubación. También crece en agar NA, pero no en LB ni TSA. Temperatura de crecimiento entre 10-30 °C, óptima de 20-25 °C. Catalasa negativa y oxidasa positiva. Es sensible a ampicilina, cloranfenicol, gentamicina, kanamicina, ácido nalidíxico, novobiocina, penicilina, rifampicina, estreptomicina, tetraciclina y sulfametoxazol. Tiene un contenido de G+C de 47,4%. Se ha aislado del río Funglin en Taiwán. 